# Shaker (Religion)

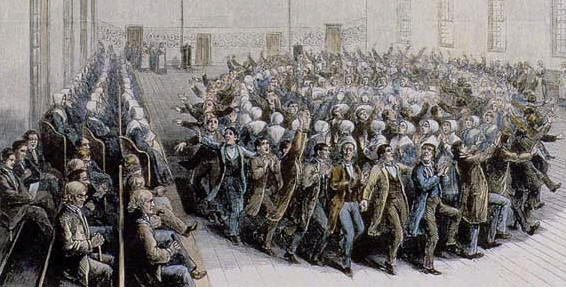
Schütteltanz der Shaker, Radierung, ca. 1840

Die Shaker (englisch für „Schüttler“) sind eine christliche Freikirche in den USA, die aus dem Quäkertum hervorgegangen ist. Ihr eigentlicher Name lautet United Society of Believers in Christ’s Second Appearing. Die Mitglieder bezeichnen sich selbst einfach als „the Believers“ („die Gläubigen“). Die Bezeichnung „Shaker“ leitet sich von dem rituellen Schütteltanz her, der bei ihnen als eine Form der Verehrung Gottes gilt, und ist eine Zusammenziehung aus Shaking Quakers.

## Ursprung und Lehre

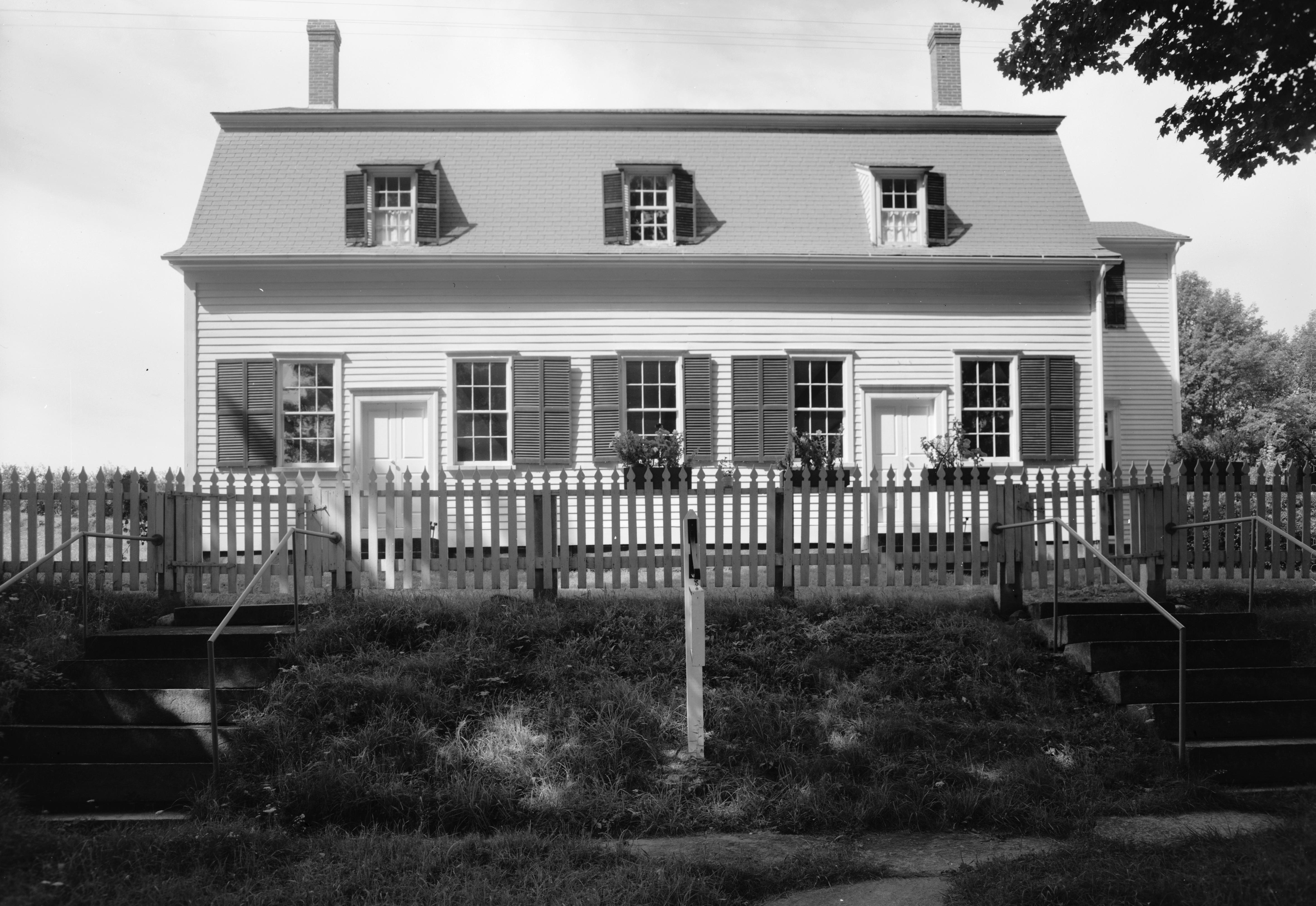
Community Meetinghouse, Sabbathday Lake Shaker Village (Cumberland County, Maine)

Gegründet wurde die Glaubensgemeinschaft im 18. Jahrhundert von Ann Lee, die 1736 als Tochter eines Grobschmieds in Manchester geboren wurde und dort in einer Fabrik als Weberin arbeitete. 1774 wanderte sie mit einer kleinen Gruppe ihrer Anhänger in den amerikanischen Bundesstaat New York aus. Nach einigen Jahren gründeten sie in Niskayuna im Albany County (Watervliet) die erste Gemeinschaft.
Die Glaubensgemeinschaft der Shaker zeichnet sich durch eine hohe Arbeitsethik und ein nahezu klösterliches, zölibatäres Gemeindeleben aus. Ihre weiteste Verbreitung fanden die Shaker-Gemeinden um die Mitte des 19. Jahrhunderts mit etwa 20 Siedlungen und 6000 Mitgliedern. Um 1920 gab es noch zwölf Gemeinschaften.
Bei den Shakern teilen sich Männer und Frauen gleichberechtigt die Leitungsfunktionen als sogenannte Älteste (Elders und Eldresses). Die theologischen Leitlinien der Shaker spiegeln philosophische Strömungen aus dem Zeitalter der Aufklärung. Jesus von Nazaret gilt auch nicht als Sohn Gottes, sondern sei erst durch die göttliche Stimme bei seiner Taufe dazu geworden. Die Bezeichnung Christus sei eine spätere theologische Deutung seines Wirkens. Die Naherwartung der Wiederkunft Christi wird geistig verstanden; sie finde im Inneren der Menschen statt. So konnte auch Ann Lee als „wiederkehrender Christus“ gelten, ohne dass damit ein Anspruch auf Identität mit Jesus Christus erhoben wurde.
Der Schütteltanz als Gebetsform bot Zeitgenossen wie Charles Dickens und Herman Melville Anlass zum Spott über die kurios anmutende Gemeinschaft. Doch die Shaker stellten weit mehr dar als nur eine tanzende Kommune. Sie brachten ihren Glauben auch in der Einhaltung calvinistischer Wirtschaftsprinzipien zum Ausdruck: „Hands to work and Hearts to God“ (deutsch: „Die Hände bei der Arbeit, die Herzen bei Gott“).
Für die Shaker sind Tugenden wie Fleiß, Kreativität und das Streben nach höchster handwerklicher Produktqualität Grundvoraussetzungen für ein gottgefälliges, freudvolles Leben. Die Arbeit, die sie als Gottesdienst sehen, spielt im Shakerleben eine zentrale Rolle. Daher gehörten die Shakergemeinden im Osten der USA Mitte des 19. Jahrhunderts zu den wohlhabendsten und wirtschaftlich erfolgreichsten des Landes, zudem hatte dies bei ihren Mitgliedern eine überdurchschnittliche Bildung zur Folge. Der zweckmäßige, schmucklose Baustil der Shaker-Häuser ist heute noch beispielhaft, wenn es um architektonische Lösungen zur Raumgestaltung und indirekten Innenbeleuchtung mittels geborgten Lichts (borrowed light) geht. Shaker lehnen den technischen Fortschritt nicht ab, vielmehr gingen aus ihren Unternehmungen zahlreiche Erfindungen wie die Kreiselegge, eine frühe Waschmaschine, die Wäscheklammer und die Kreissäge hervor. Die Shaker des 19. und frühen 20. Jahrhunderts handelten an der Börse, galten als versierte Finanzdienstleister und gehörten den Beraterstäben sechs US-amerikanischer Präsidenten an, darunter denen von Abraham Lincoln und Theodore Roosevelt.
Shaker leben nicht als Familien zusammen, sondern ehelos um des Himmelreiches willen und ohne Privateigentum. Allerdings lebten Männer und Frauen unter einem Dach. Kindern, die mit in die Gemeinschaft aufgenommen wurden, wurde nach Vollendung des 21. Lebensjahres angeboten, in die Gemeinde aufgenommen zu werden oder sie zu verlassen. Das Gleiche galt für Findelkinder, die häufig Shakergemeinschaften anvertraut wurden.
Neue Mitglieder kamen durch eintretende Erwachsene sowie aufgenommene Waisenkinder in die Gemeinschaft. Mit der Verbreitung staatlicher Waisenfürsorge verloren die Gemeinden einen großen Teil ihres potentiellen Nachwuchses. 2025 gab es noch zwei Mitglieder. Sie leben in Sabbathday Lake Shaker Village im US-Bundesstaat Maine. Dort finden noch regelmäßig Gottesdienste und geistliche Einkehrveranstaltungen statt.

## Shakergemeinden
| Gründung | Schließung | Gemeinde                       | US-Bundesstaat | Abbildung    |
| -------- | ---------- | ------------------------------ | -------------- | ------------ |
| 1787     | 1947       | New Lebanon                    | New York       |              |
| 1787     | 1938       | Watervliet (Colonie)           | New York       |              |
| 1790     | 1960       | Hancock                        | Massachusetts  |              |
| 1790     | 1917       | Enfield                        | Connecticut    | Bild gesucht |
| 1791     | 1919       | Harvard                        | Massachusetts  |              |
| 1792     | (?)        | Tyringham                      | Massachusetts  | Bild gesucht |
| 1792     | 1992       | Canterbury                     | New Hampshire  |              |
| 1793     | 1931       | Alfred                         | Maine          |              |
| 1793     | 1923       | Enfield (New Hampshire)        | New Hampshire  |              |
| 1793     | 1908       | Shirley                        | Massachusetts  |              |
| 1794     | bis heute  | Sabbathday Lake                | Maine          |              |
| 1804     | (?)        | Gorham                         | Maine          | Bild gesucht |
| 1805     | 1910       | Union Village                  | Ohio           | Bild gesucht |
| 1806     | 1910       | Watervliet (Kettering)         | Ohio           |              |
| 1806     | 1910       | Pleasant Hill                  | Kentucky       |              |
| 1807     | 1922       | South Union                    | Kentucky       |              |
| 1810     | (?)        | West Union (Busseron Township) | Indiana        | Bild gesucht |
| 1817     | (?)        | Savoy                          | Massachusetts  | Bild gesucht |
| 1822     | 1889       | North Union                    | Ohio           |              |
| 1824     | (?)        | Whitewater                     | Ohio           |              |
| 1826     | 1892       | Groveland                      | New York       |              |

## Museum
An die Geschichte der Shaker in den Neuenglandstaaten erinnert das Enfield Shaker Museum in Enfield (New Hampshire), der neunten Ansiedlung der Shaker in den Vereinigten Staaten, die sie Chosen Vale (erwähltes Tal) nannten und die bis 1923 bestand.

## Shaker-Möbel

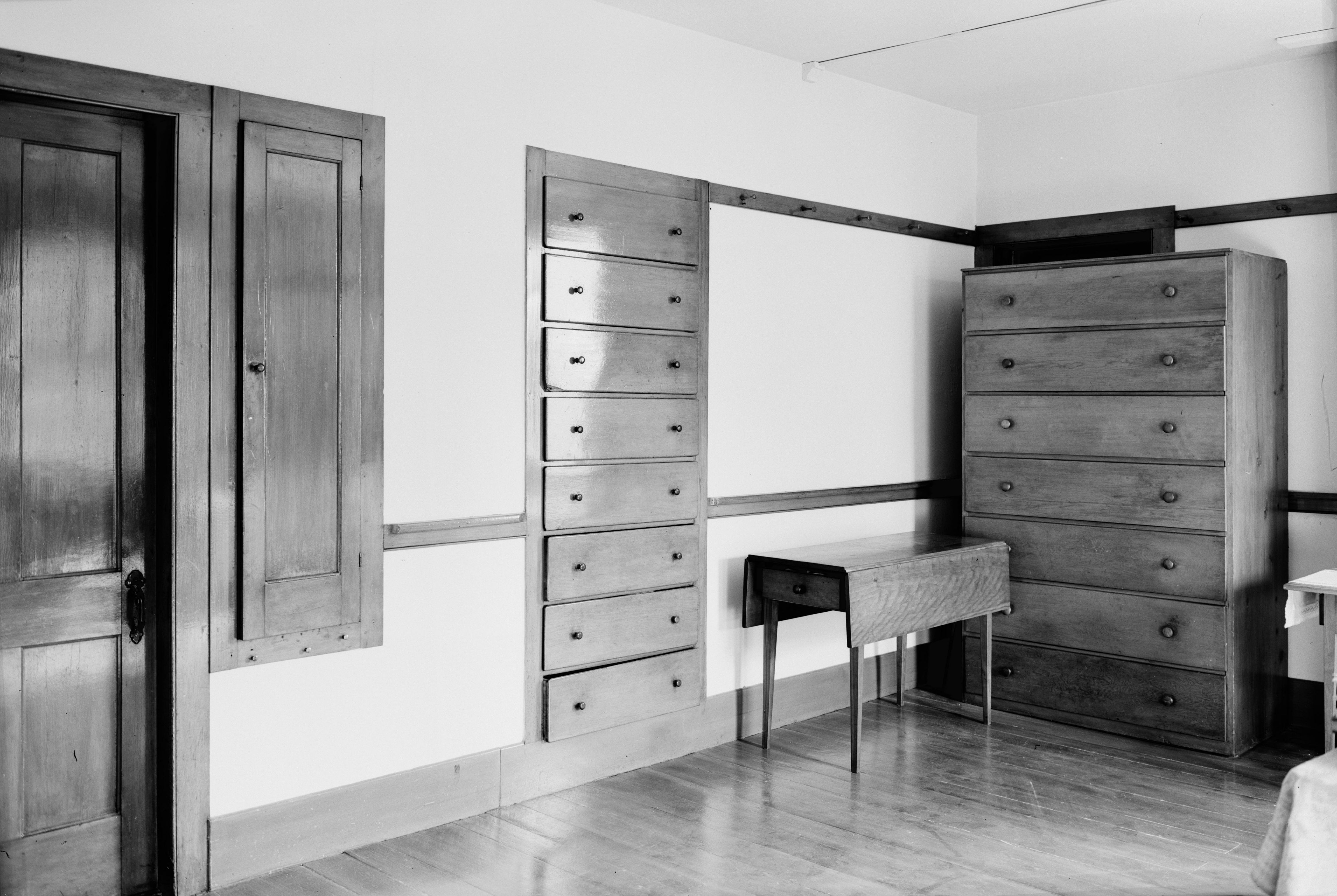
Möblierung eines Raumes in Mount Lebanon

Bekannter als die Glaubensgemeinschaft selbst sind heute die Shaker-Möbel und die Architektur der Shaker. Der Möbelstil der Shaker wird heute als eigenständiger und einflussreicher Beitrag zur Kunstgeschichte eingestuft. Möbel der Shaker waren bereits im 19. Jahrhundert in den gesamten USA verbreitet und wurden auch auf Weltausstellungen präsentiert. Ihre formale Strenge, der Verzicht auf Ornamentik und die Orientierung auf Nützlichkeit zeigt Parallelen zur englischen Arts-and-Crafts-Bewegung und beeinflusste auch die Moderne in Architektur und Design zu Beginn des 20. Jahrhunderts. Die Shaker sind auch bekannt für die Fertigung ovaler Spanschachteln, sogenannter „Shaker boxes“.